# نهر كانكيلابا
نهر كانكيلابا هو أحد روافد نهر باجوي في غرب قارة أفريقيا، ويمتد خلال شمال شرق كوت ديفوار، وجنوب مالي، ويُشكل جزءً من الحدود الدولية بين الدولتين، ويصب في نهر باجوي جنوب مالي.